# Amszterdami Közkönyvtár
Az Amszterdami Közkönyvtár (hollandul: Openbare Bibliotheek Amsterdam; rövidítve: OBA) Amszterdam, Diemen és Ouder-Amstel egyes könyvtárainak szövetsége Hollandiában. Az első könyvtár 1919-ben nyílt meg, a Keizersgracht csatorna partján. 2018-ra 26 könyvtár és 1,3 millió könyv tartozott a rendszer felügyelete alá és 177 ezer tagja volt.

## Története
Az első könyvtár Amszterdamban 1919. február 8-án nyílt meg. A központi könyvtár építkezéseit 1977-ben fejezték be a Prinsengracht partján, új épületét az Amsterdam Centraal vasútállomás és a NEMO természettudományi múzeum közelében pedig 2007-ben nyitották meg.